# Michał Banach (duchowny)
Michał Banach (ur. 29 września 1897 w Kopyczyńcach, zm. 25 listopada 1977 w Opolu) – polski duchowny rzymskokatolicki, ksiądz prałat.

## Życiorys
W 1917 zdał egzamin dojrzałości we Lwowie. Odbył studia teologiczne na Wydziale Teologicznym Uniwersytetu Jana Kazimierza we Lwowie. 29 czerwca 1921 przyjął sakrament święceń. Od 1921 do 1923 posługiwał jako wikary w Baryszu. Od 1923 był księdzem w katedrze lwowskiej, gdzie był w składzie Kollegium wikarych Katedralnych, sekretarzem kapitulnym (od listopada 1926), ceremoniarzem Kapitulnym (do 11 stycznia 1927). Później posługiwał we lwowskich kościołach św. Anny i św. Elżbiety. Pracował także jako katecheta we lwowskich szkołach.
Po II wojnie światowej osiadł w Opolu, gdzie był katechetą, wizytatorem nauki religii, a od 1952 do 1954 pełnił stanowisko wikariusza generalnego kurii opolskiej. W 1954 stał za akcją wysiedleń duchownych i zakonnic ze Śląska Opolskiego. Od 1957 na emeryturze. Udzielał się także w sferze pisarskiej, był autorem publikacji pt. Szli Święci przez Polskę. Został pochowany na nowym cmentarzu w Opolu (kwatera 4G/4/2). 

## Ordery i odznaczenia
- Krzyż Komandorski Orderu Odrodzenia Polski (19 lipca 1954)[4]
- Złoty Krzyż Zasługi (22 lipca 1953)[5]
- Srebrny Krzyż Zasługi (22 lipca 1951)[6]
- Medal 10-lecia Polski Ludowej (22 lipca 1955)[7]